# Pierre Fredet
Pierre Fredet (Clermont Ferrand, 1870 – Parigi, 1946) è stato un chirurgo francese.

## Carriera
Chirurgo a Parigi, introdusse in chirurgia la cosiddetta operazione di Fredet-Ramsted, che riguarda il piloro gastrico.